# 케이틀린 크로넌버그
케이틀린 크로넌버그(Caitlin Cronenberg, 1984년 10월 27일 ~ )는 캐나다의 사진가, 영화 감독이다. 영화 감독 데이비드 크로넌버그의 딸이자 영화 감독 브랜던 크로넌버그의 여동생이다.